# Гедройц, Михаил Михайлович
Князь Михаи́л Миха́йлович Гедро́йц (18 июля 1856 — 21 октября 1931) — русский генерал, герой русско-японской войны.

## Биография
Православный. Из старинного дворянского рода.
Окончил 5-ю Московскую гимназию (1875) и 3-е военное Александровское училище (1877), был выпущен прапорщиком в лейб-гвардии Измайловский полк.
Чины: подпоручик (1878), поручик (1883), штабс-капитан (1889), капитан (1892), полковник (1898), генерал-майор (1914).
Участвовал в русско-турецкой войне 1877—1878 годов, был награждён несколькими орденами.
Одиннадцать с половиной лет командовал ротой и три с половиной года — батальоном Измайловского полка. 7 февраля 1904 года был назначен командиром 100-го пехотного Островского полка, с которым вступил в русско-японскую войну. В сражении под Мукденом был ранен и контужен, после чего взят в плен вместе с лазаретом. Был награждён Золотым оружием «За храбрость».
В 1908—1917 годах служил Вяземским уездным воинским начальником.
Участвовал в Белом движении в составе ВСЮР и Русской армии барона Врангеля. Был эвакуирован из Крыма в Турцию.
В эмиграции в Болгарии. Скончался в 1931 году. Похоронен на Центральном Софийском кладбище.

## Награды
- Орден Святой Анны 4-й ст. (1878);
- Орден Святого Станислава 3-й ст. с мечами и бантом (1878);
- Орден Святого Станислава 2-й ст. (1898);
- Орден Святой Анны 2-й ст. (1902) с мечами (1906);
- Золотое оружие «За храбрость» (ВП 09.02.1907);